# 省庁制 (オウム真理教)
ここでは、宗教団体オウム真理教に1994年6月20日に導入された内部組織である省庁制（しょうちょうせい）について述べる。
国家転覆を企てているのではないかと言った多方面からの批判を浴びたことと、組織の温存を図るため、教団代表である麻原逮捕後に「省庁制」は廃止された。

## 省庁制導入のねらい
教団では当初「部班制」が採られていた。「総務部」「広報部」「戦え真理の戦士部」「科学班」「編集班」「デザイン班」「被服班」「生活班」「医療班」
などがあり、修行に専念するときに一時的に所属する「修行班」もあった。教団の組織化はそれほど進んでおらず、麻原彰晃が直接各部班の決裁をしていた。林郁夫によると、オウム真理教附属医院の患者の治療についても麻原にお伺いをたてていたという。しかし、組織が拡大したことで麻原の負担が重くなり、決裁権や人事権を教団幹部に委譲するために省庁制が導入された。
省庁制導入後は上意下達の組織としての充実が図られた反面、麻原とサマナ個人との霊的な繋がりが薄れ、「尊師」は遠い存在になっていったという。
省庁間では歌合戦、大食い、洗面器に何分顔をつけていられるかなどの競争が行われ、最下位だと掃除をさせられた。科学技術省はよく下位だったので、数学と物理を種目にいれようかという話もあった。

## 省庁制発足式
1994年6月27日午前0時から、教団の関連会社、株式会社マハーポーシャ経営の飲食店であるうまかろう安かろう亭阿佐ヶ谷店において、ラーメン、餃子、チャーハンを食べながら「省庁制発足式」が開かれ、各「省庁」の「大臣」や「次官」約100人が集まり、麻原の前で決意表明を行った。
この内の何人かは、当日夜に長野県松本市に赴き、松本サリン事件を起こすことになった。

## オウム真理教の「省庁」一覧
オウム真理教の「国家元首」神聖法皇（しんせいほうこう）である麻原彰晃の下に各省庁が置かれ、大臣（長官）が「省務」を統括した。ここでは江川紹子『オウム真理教追跡2200日』p.22に基づいているが、資料により各省庁の大臣・長官は若干差異もある。
| 省庁名         | 長 （事実上の長）     | 省務                                                                          | 規模 （'94年6月） |
| -------------- | --------------------- | ----------------------------------------------------------------------------- | ----------------- |
| 法皇官房       | 松本麗華 （石川公一） | 神聖法皇直属機関で各種イニシエーションや省庁間の調整を担当                    | 約30人            |
| 法皇内庁       | 中川智正              | 神聖法皇の身の回りの世話を担当                                                | 7人               |
| 究聖音楽院     | 石井紳一郎            | 教団の音楽を担当                                                              | 7人               |
| 科学技術省     | 村井秀夫              | 旧CSI、教団の兵器開発を担当                                                   | 約260人           |
| 第一厚生省     | 遠藤誠一              | 旧CMI、細菌兵器や違法薬物の製造開発を担当                                     | 約30人            |
| 第二厚生省     | 土谷正実              | 旧CMI、化学兵器や違法薬物の製造開発を担当。遠藤との不仲により旧厚生省から分離 | 約30人            |
| 自治省         | 新実智光              | 旧SPS、教団の警備、信徒の懲罰、スパイ摘発を担当                               | 約90人            |
| 諜報省 （CHS） | 松本聡香 （井上嘉浩） | 教団の非合法活動に必要な情報収集、非合法活動を担当                            | 約10人            |
| 治療省         | 林郁夫                | オウム真理教附属医院（AHI）を担当                                             | 約60人            |
| 外務省         | 上祐史浩              | 教団外の交渉を担当                                                            | 3人               |
| 法務省         | 青山吉伸              | 教団の訴訟関係事務を担当                                                      | 約10人            |
| 商務省         | 越川真一              | マハーポーシャ等教団関連会社の経営を担当                                      | 約35人            |
| 大蔵省         | 石井久子              | 教団の経理、物品購入を担当                                                    | 約40人            |
| 建設省         | 早川紀代秀            | 旧CBI、教団施設の建設や用地買収を担当                                         | 約100人           |
| 文部省         | 杉浦茂                | 出家信者の子弟の教育や教典の翻訳を担当                                        | 約110人           |
| 労働省         | 山本まゆみ            | 旧修行班、出家信者の生活指導を担当                                            | 約30人            |
| 郵政省         | 松本知子              | 旧印刷班、教団の出版物・ビデオ・オウム真理教放送等の編集を担当                | 約90人            |
| 流通監視省     | 麻原の長女            | 旧お供物班と旧被服班、教団の食事分配を担当                                    | 約50人            |
| 車両省         | 野田成人              | 教団の車両の運転や整備を担当                                                  | 約20人            |
| 防衛庁         | 岐部哲也              | 教団の空気清浄機「コスモクリーナー」の保守管理を担当                          | 約30人            |
| 東信徒庁       | 飯田エリ子            | 東日本地区の信徒の管理を担当                                                  | 約60人            |
| 西信徒庁       | 都沢和子              | 西日本地区の信徒の管理を担当                                                  | 約55人            |
| 新信徒庁       | 大内早苗              | 白い愛の戦士の管理を担当                                                      | 約20人            |

## その他
- 「DNAをつくる省」「水」「踊り省」は週刊朝日1995年4月7日号やFOCUS1995年4月26日号で流されたデマ。これにはオウムの雑誌編集部も爆笑の渦に巻き込まれたという[33]。
- 1995年3月当時の科学技術庁長官田中真紀子は「科学技術省」のネーミングについて不快感を表明した[34]。